# Evergestis umbrosalis
Evergestis umbrosalis is een vlinder uit de familie grasmotten (Crambidae). De wetenschappelijke naam is voor het eerst gepubliceerd in 1842 door Josef Emanuel Fischer von Röslerstamm.

## Ondersoorten
- Evergestis umbrosalis umbrosalis  Fischer von Röslerstamm, 1842
- Evergestis umbrosalis gigantea Caradja, 1939 (China)

## Verspreiding
De soort komt voor in Spanje, Rusland, Oekraïne, Griekenland, Turkije, Israël, Iran en China.